# Something to Remember
| Оценки критиков               | Оценки критиков |
| Источник                      | Оценка          |
| ----------------------------- | --------------- |
| AllMusic                      | [ 1 ]           |
| Christgau's Consumer Guide    | [ 2 ]           |
| Encyclopedia of Popular Music | [ 3 ]           |
| Entertainment Weekly          | A               |
| Jam!                          | [ 5 ]           |
| The Post and Courier          | [ 6 ]           |
| Rolling Stone                 | [ 7 ]           |
| San Pedro News-Pilot          | [ 8 ]           |
| Tom Hull – on the Web         | (B)             |
| USA Today                     | [ 10 ]          |

Something to Remember (с англ. — «Есть что вспомнить») — третий сборный альбом американской певицы Мадонны, выпущенный 7 ноября 1995 года лейблом Maverick Records. Он содержит сборник лучших хитов с тремя новыми песнями: «I Want You», «You'll See» и «One More Chance». Также в альбом включён новый ремикс трек «Love Don’t Live Here Anymore» из альбома Like a Virgin 1984 года. RIAA сертифицировала альбом как платиновый 3 октября 2000 года, зафиксировав продажу 3 миллионов копий в Америке. Всего в мире было продано около 8 миллионов экземпляров альбома.

## История альбома
Something to Remember — сборник самых знаменитых баллад Мадонны, включающий в себя также три новые записи. Выпуск альбома был призван смягчить роль Мадонны в фильме «Эвита».
Название альбома является одновременно названием песни «Something to Remember», которая в 1990 году была включена под номером 9 в альбом «I’m Breathless» (саундтрек к фильму «Дик Трейси»). Японская версия альбома включает бонусный трек «La Isla Bonita», в версии для Южной Америки и Испании включён трек «Verás», испанская версия композиции «You’ll See».
Мадонна вновь сотрудничает с продюсером Нелли Хупером в работе над песней «I Want You», совместно с бристольской группой Massive Attack, играющей электронную музыку. Эта песня — кавер на песню Марвина Гэя, впервые включённую в подарочный сборник Гэя «Inner City Blues: The Music of Marvin Gaye». Хупер уже сотрудничал с Мадонной в работе над студийным альбомом Bedtime Stories (рус. Истории на ночь) в 1994 году. Две других композиции, «You'll See» и «One More Chance», написаны и выпущены Мадонной и Дэвидом Фостером.
Автором фотографии на обложке альбома является Mario Testino, впервые это фото было использовано для рекламной кампании Мадонны и Версаче в 1995 году. Задняя обложка первого издания альбома содержала фото золотой магнолии, а вкладыш представлял собой фото магнолии в красных тонах. В 1996 году второе издание альбома было выпущено с фотографией Мадонны, лежащей на кровати, с которой стреляли в Версаче. Оригинальный вкладыш с фото магнолии не был изменён; на конверте для винилового диска фото магнолии в красных тонах использовалось на обороте.
Выход альбома приходится на момент разрыва Мадонны с компанией Sire Records, которая была её лейблом звукозаписи с 1982 года. Версии альбома, продаваемые в Европе, содержали информацию о Sire Records как о владельце авторских прав, в то время как в версиях альбома для Северной Америки (а также в последующих выпусках альбома) владельцем авторских прав указана Warner Bros. Records.

## Список композиций
| №   | Название                                       | Автор(ы)                              | Продюсер(ы)                 | Длительность |
| --- | ---------------------------------------------- | ------------------------------------- | --------------------------- | ------------ |
| 1.  | «I Want You» (with Massive Attack)             | Leon Ware, Arthur Ross                | Nellee Hooper               | 6:23         |
| 2.  | «I'll Remember» (Тема из фильма «С почестями») | Патрик Леонард, Мадонна, Richard Page | Madonna, Patrick Leonard    | 4:23         |
| 3.  | «Take a Bow»                                   | Kenneth "Babyface" Edmonds, Madonna   | Babyface, Madonna           | 5:21         |
| 4.  | «You'll See»                                   | Madonna, Дэвид Фостер                 | Madonna, David Foster       | 4:41         |
| 5.  | «Crazy for You»                                | John Bettis, Jon Lind                 | John "Jellybean" Benitez    | 4:05         |
| 6.  | «This Used to Be My Playground»                | Madonna, Shep Pettibone               | Madonna, Shep Pettibone     | 5:10         |
| 7.  | «Live to Tell»                                 | Madonna, P. Leonard                   | Madonna, Patrick Leonard    | 5:52         |
| 8.  | «Love Don't Live Here Anymore» (Remix)         | Miles Gregory                         | Nile Rodgers, David Reitzas | 4:54         |
| 9.  | «Something to Remember»                        | Madonna, P. Leonard                   | Madonna, Patrick Leonard    | 5:04         |
| 10. | «Forbidden Love»                               | K. Edmonds, Madonna                   | Nellee Hooper, Madonna      | 4:09         |
| 11. | «One More Chance»                              | Madonna, D. Foster                    | Madonna, David Foster       | 4:28         |
| 12. | «Rain»                                         | Madonna, S. Pettibone                 | Madonna, Shep Pettibone     | 5:29         |
| 13. | «Oh Father»                                    | Madonna, P. Leonard                   | Madonna, Patrick Leonard    | 4:59         |
| 14. | «I Want You» (Orchestral)                      | L. Ware, A. Ross                      | Nellee Hooper               | 6:04         |

Японский бонус трек
| №   | Название         | Автор(ы)                           | Продюсер(ы)              | Длительность |
| --- | ---------------- | ---------------------------------- | ------------------------ | ------------ |
| 15. | «La Isla Bonita» | Madonna, P. Leonard, Bruce Gaitsch | Madonna, Patrick Leonard | 4:02         |

Латино-американский бонус трек 
| №   | Название                                | Автор(ы)                       | Продюсер(ы)           | Длительность |
| --- | --------------------------------------- | ------------------------------ | --------------------- | ------------ |
| 15. | «Verás» (испанская версия "You'll See") | Spanish lyrics by Paz Martinez | Madonna, David Foster | 4:21         |

Дополнительные комментарии
- «I Want You»: при сотрудничестве Massive Attack, первоначально выпущен в 1995 Marvin Gaye коллективная сборка Inner City Blues: The Music of Marvin Gaye.
- «You’ll See», «Verás» и «One More Chance»: аранжированная Мадонной и Дэвидом Фостером, разработка и микширование Дэвида Рейтзаса, все песни новые и ранее не выпускавшиеся.
- «Crazy For You»: аранжированная Робом Маунси, ранее не входившая в альбомы Мадонны (предыдущий выпуск был ремиксом на диске The Immaculate Collection, эта версия — оригинальная).
- «Love Don’t Live Here Anymore»: производство ремикса, разработка и микширование Дэвида Рейтзаса, эта версия ранее не выпускалась.
- «Forbidden Love»: содержит образец «Down Here On The Ground», исполненный Grant Green, не следует путать с треком 2005 года в альбоме Confessions on a Dance Floor.
- «I’ll Remember» и «This Used to Be My Playground»: ранее не выходили в альбомах Мадонны.